# Иглица
И́глица, Мыши́ный тёрн, или Ру́скус (лат. Rúscus) — род растений, согласно системе классификации APG III входящий в семейство Спаржевые (Asparagaceae). Ранее выделялся в собственное семейство Иглицевые (Ruscaceae) или включался в семейства Лилейные (Liliaceae) или Ландышевые (Convallariaceae).
Плоды иглицы колхидской съедобны.
Научное название восходит к англосаксонскому слову, означающему «ящик».

## Ботаническое описание

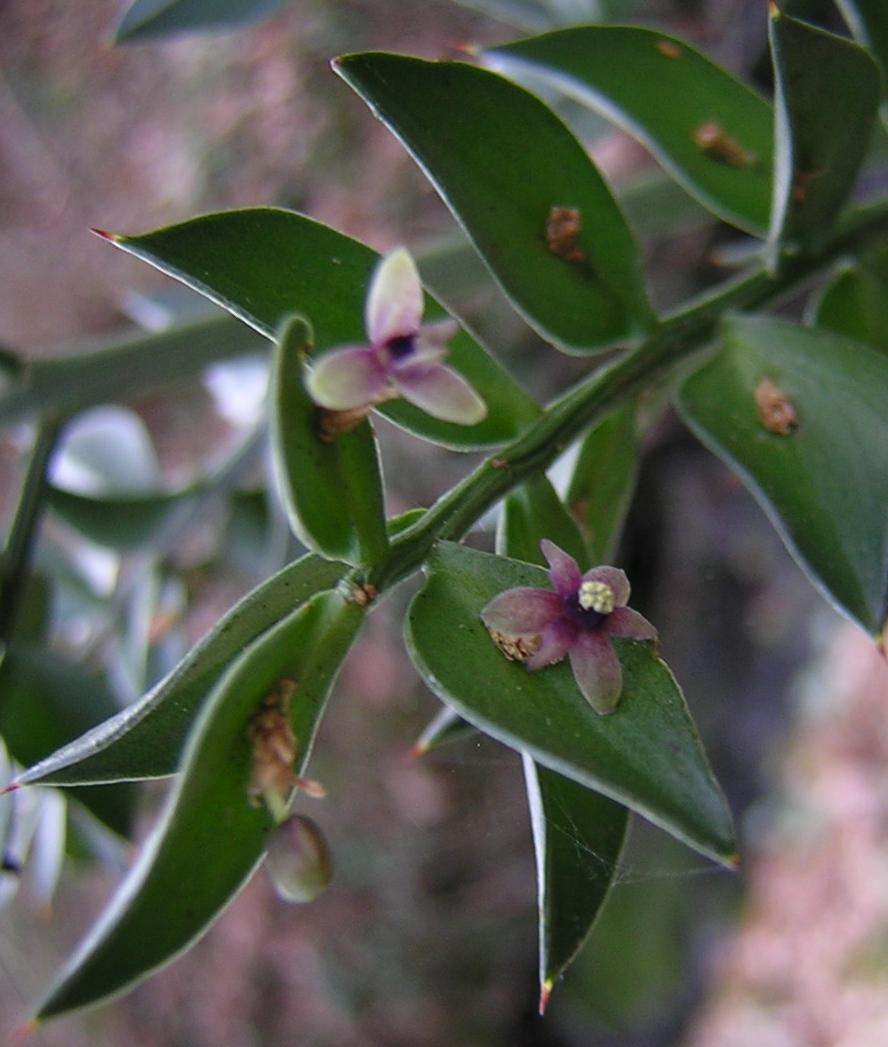
Цветки иглицы колючей

Небольшие вечнозелёные кустарнички, полукустарнички или  многолетние травы.
Корневище ползучее.
Стебель мелкобороздчатый, ветви превращены в кладодии в виде неопадающих кожистых пластинок с выдающимися параллельными жилками.
Листья редуцированные, треугольно-шиловидные, мелкие, плёнчатые.
Соцветия состоят из мелких цветков на более-менее длинных цветоножках, расположенных на поверхности кладодиев, развиваются из почки на среднем рёбрышке верхней или, реже, нижней поверхности кладодия. Цветки однополые с остатками редуцированного андроцея или гинецея или двуполые, но функционирующие как однополые, мелкие; околоцветники зеленоватые, шестираздельные, опадающие, с отклонёнными долями, из которых внутренние более узкие. Пыльниковые цветки состоят из шести или трёх тычинок, сросшихся в яйцевидную трубку, отходящей от основания цветка или от отгиба околоцветника, на конце трубки располагаются пыльники. Пестик в пестичном цветке окружён тычиночными нитями, лишёнными пыльников, столбик пестика очень короткий, рыльце головчатое. Завязь одно — двух-, реже трёхгнёздная, с двумя семяпочками в каждом гнезде.
Плод — мясистая красная ягода на короткой ножке, одно-, реже двусемянная. Семя почти шаровидное.

## Распространение
- Макаронезия: Азорские острова, Канарские острова, Мадейра;
- Европа: Венгрия, Швеция, Чехословакия, Франция, включая Корсику, Испания, включая Балеарские острова, Португалия, Италия, включая Сардинию и Сицилию, Албания, Болгария, Греция, Крит, Румыния, Югославия;
- территория бывшего СССР: Крым, Кавказ, Закавказье;
- Азия: Палестина, Турция, Иран;
- Африка: Алжир, Марокко, Тунис.

## Практическое использование
Иглицы используются для устройства вечнозелёных бордюров в садах и парках с тёплым климатом.
Молодые побеги иглиц съедобны, а плоды некоторых иглиц местное население использует в пищу, они служат суррогатом кофе, из них также иногда изготавливают бусы.
Иглицу колхидскую местное население заготавливает впрок на корм скоту.
Некоторые виды иглиц используются в народной медицине.

## Классификация

### Таксономия
|  |                  |  |                   |                                      |                       |  | ещё 58 порядков цветковых растений (согласно Системе APG III) | ещё 58 порядков цветковых растений (согласно Системе APG III) |                                            |  |  |  | ещё 5 подсемейств | ещё 5 подсемейств   |            |  |  |  |  |
|  |                  |  |                   |                                      |                       |  | ещё 58 порядков цветковых растений (согласно Системе APG III) | ещё 58 порядков цветковых растений (согласно Системе APG III) |                                            |  |  |  | ещё 5 подсемейств | ещё 5 подсемейств   | от 2 видов |  |  |  |  |
|  |                  |  |                   | отдел Цветковые, или Покрытосеменные |                       |  |                                                               |                                                               | семейство Спаржевые                        |  |  |  |                   | род Иглица (Ruscus) |            |  |  |  |  |
|  |                  |  |                   | отдел Цветковые, или Покрытосеменные |                       |  |                                                               |                                                               | семейство Спаржевые                        |  |  |  |                   | род Иглица (Ruscus) |            |  |  |  |  |
|  | царство Растения |  |                   |                                      | порядок Спаржецветные |  |                                                               |                                                               | подсемейство Nolinoideae                   |  |  |  |                   |                     |            |  |  |  |  |
|  | царство Растения |  |                   |                                      |                       |  |                                                               |                                                               |                                            |  |  |  |                   |                     |            |  |  |  |  |
|  |                  |  | ещё 13-16 отделов | ещё 13-16 отделов                    |                       |  |                                                               | ещё 13 семейств (согласно Системе APG III)                    | ещё 13 семейств (согласно Системе APG III) |  |  |  | ещё 28 родов      | ещё 28 родов        |            |  |  |  |  |
|  |                  |  |                   | ещё 13-16 отделов                    |                       |  |                                                               |                                                               | ещё 13 семейств (согласно Системе APG III) |  |  |  |                   | ещё 28 родов        |            |  |  |  |  |

### Список некоторых видов
В роду восемь видов:
- Ruscus aculeatus typus[4] — Иглица колючая, или Иглица понтийская — Европа, Азорские острова
- Ruscus colchicus Yeo — Иглица колхидская — Кавказ
- Ruscus hypoglossum L. — Иглица подъязычная — Центральная и юго-восточная Европа
- Ruscus hypophyllum L. — Иглица подлистная — Пиренейский полуостров, северо-западная Африка
- Ruscus hyrcanus Woronow — Иглица гирканская — Крым, Кавказ, Иран, Европа
- Ruscus ×microglossus Bertol. — Южная Европа
- Ruscus streptophyllus Yeo — Мадейра